# Leopoldo Moggi
Leopoldo Moggi (Correggio, 24 gennaio 1918 – Gallabat, 6 novembre 1940) è stato un militare e aviatore italiano, decorato di Medaglia d'oro al valor militare alla memoria nel corso della seconda guerra mondiale.

## Biografia
Nacque a Correggio, provincia di Reggio Emilia, il 24 gennaio 1918. Dopo aver conseguito il diploma presso la scuola professionale di Reggio Emilia nel 1936, nel febbraio del 1937 si arruolò nella Regia Aeronautica in qualità di allievo sergente pilota. Assegnato all'aeroporto di Santa Caterina a Pola, nel mese di settembre dello stesso anno fu trasferito sull'aeroporto di Grottaglie dove fu promosso aviere pilota. Assegnato in servizio alla 217ª Squadriglia del 34º Stormo Bombardamento Terrestre di stanza sull'aeroporto di Catania-Fontanarossa, in Sicilia, completò qui il suo addestramento e fu promosso la grado di sergente. Nel dicembre 1938 fu destinato a prestare servizio in Africa Orientale Italiana, imbarcandosi a Napoli per Massaua, dove una volta arrivato entrò in servizio presso la 13ª Squadriglia del 26º Gruppo Autonomo Bombardamento Terrestre di base sull'aeroporto di Bahar Dar. Nel novembre 1939 fu promosso sergente maggiore. Dopo l'entrata in guerra del Regno d'Italia, avvenuta il 10 giugno 1940, prese parte alle missioni belliche contro obiettivi nemici. Cadde in combattimento su Gallabat il 6 novembre, quando il suo bombardiere Caproni Ca.133 fu abbattuto da caccia nemici. Per onorarne il coraggio in questo frangente fu decretata la concessione della Medaglia d'oro al valor militare alla memoria. Una via di Correggio porta il suo nome.